# Óvárosi piactér
Az Óvárosi piactér (lengyelül: Rynek Starego Miasta) a lengyel főváros, Varsó óvárosának központja és legrégebbi része. Műemlék épületeit közvetlenül a varsói felkelés után a német hadsereg módszeresen felrobbantotta. A második világháború után az Óvárosi piacteret a háború előtti állapotában állították helyre. Történelmi jelentősége és az egyedülálló léptékű és minőségű helyreállítása miatt 1980-ban elnyerte a világörökség címet.

## Történelme
Az Óvárosi piactér az Óváros igazi központja, és a 18. század végéig egész Varsó legfontosabb tere volt. Eredete a 13. század végén, a város alapításával egy időben alakult ki. Itt gyűltek össze a céhek és kereskedők képviselői a városházán (1429 előtt épült, 1817-ben lebontották), és itt tartották a vásárokat és az alkalmi kivégzéseket. A körülötte álló házak az 1607-es nagy tűzvészig a gótikus stílust képviselték, ezt követően késő reneszánsz stílusban, majd 1701-ben a holland lengyel építész, Tylman van Gameren vezetésével végül késő barokk stílusban építették újjá.
Ekkoriban a fő nevezetessége a tér közepén álló hatalmas városháza volt, amelyet 1580-ban Antoneo de Ralia a lengyel manierizmus stílusában épített át, majd 1620 és 1621 között ismét átalakították. Az épület építészetileg sok más hasonló típusú lengyelországi építményhez hasonlított (pl. a szydłowieci városháza). Tetőtérrel és négy oldaltoronnyal díszítették, az árkádos loggiával díszített óratornyot a varsói manierista építészetre jellemző gömbölyded kupolás toronnyal fedték be, ehhez hasonló példaként említhető a közeli királyi palota is. A városházát 1817-ben a helyhiány miatt lebontották. 1855-ben, a Henryk Marconi által tervezett első modern városi vízellátó rendszer üzembe helyezésével együtt a tér közepén egy szökőkutat állítottak fel, Konstanty Hegel Szirén-szobrával, amely a város egyik jelképe lett.
A piac oldalai 1915-ben kapták meg hivatalosan a ma is érvényes neveket. Ezek a következők:
- Barss oldal (keleti oldal, korábbi nevén Keleti vagy Jobb oldal).
- Kołłątaj oldal (nyugati, korábbi nevén Bal oldali)
- Dekert oldal (északi oldal, korábbi nevén Városi oldal)
- Zakrzewski oldal (déli, korábbi nevén Zamkowa vagy Negyedik oldal).

A kerületet már a német Luftwaffe bombázásai Lengyelország 1939-es lerohanása során megrongálták. A varsói felkelés után a nácik bosszúból a teljes történelmi belvároshoz hasonlóan hozzáláttak a tér épületeinek szisztematikus megsemmisítéséhez. A város több mint 85 százaléka, a 957 műemlék 94 százaléka semmisült meg ekkor. A piactéren lévő bérházak is nagyrészt elpusztultak, kivéve a Dekerta felőli oldalon lévőket, amelyeket korábban tűzálló vasbeton födémekkel erősítettek meg.

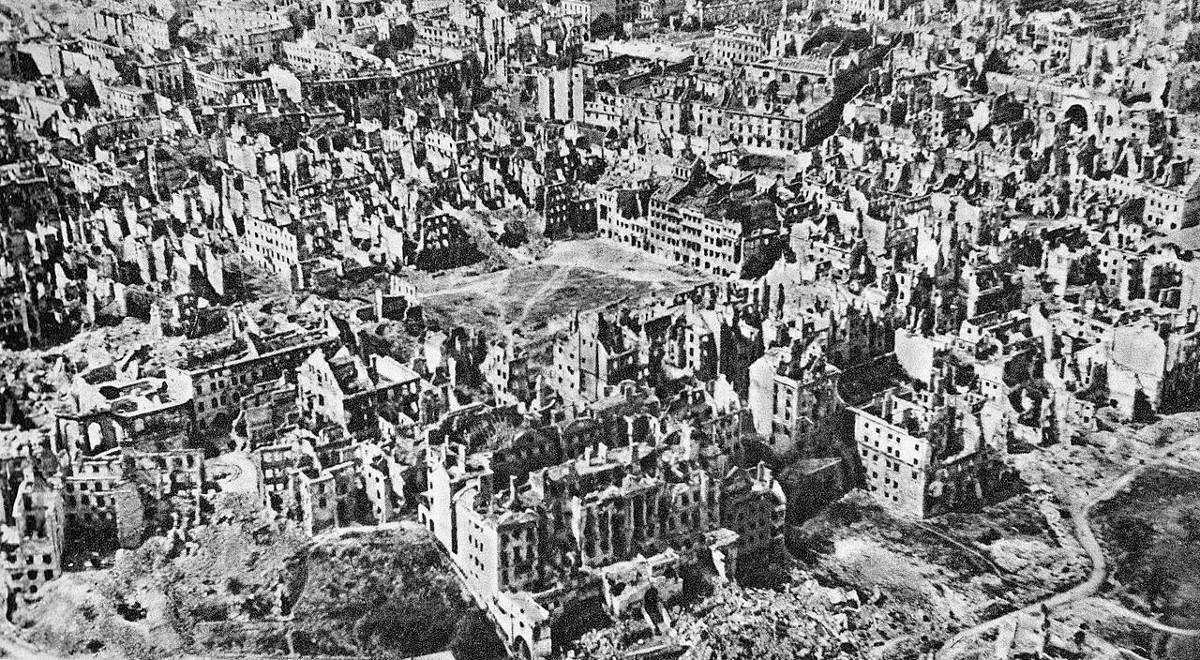
A híres légifelvétel, ami Varsó elpusztított Óvárosáról készült 1945 januárjában

Az újjáépítés előtt komoly viták adódtak arról, hogy érdemes-e egyáltalán helyreállítani az óvárost, és ha igen, akkor melyik történelmi korszakot vegyék alapul. Végül a 18. század végi, utolsó fénykornak is tekinthető állapot mellett döntöttek, és ennek szellemében végezték a munkálatokat Mieczysław Kuźma főépítész vezetésével. A polgárházak korabeli ábrázolásoknak köszönhetően voltak újratervezhetőek, közülük is kiemelkednek Bernardo Bellotto festményei, de az egykori lakosok is hozzájárultak a tervezéshez. Éppen a tér körül álló műemlékeket mérték fel még a háború előtt a helyi politechnikum hallgatói, ezzel jelentősen megkönnyítve a munkát.
A piactér körüli bérházakat az első ütemben, 1949 és 1953 között a megmaradt kőépítmények felhasználásával és aprólékos munkával újjáépítették. Az Óvárosi piacteret 1953. július 22-én nyitották meg. A Dekerta oldal összes bérházát a Varsói Történeti Múzeum (2014-től Varsói Múzeum) elhelyezésére alakították át.
A piacot 1965-ben nyilvánították műemlékké. A varsói királyi palotát és az azt övező, újjáépített Óvárost az UNESCO – feladva az 1931-es athéni charta és az 1964-es velencei charta elveit, amelyek elutasították a műemlékek teljes újjáépítését – 1980-ban a Világörökség részévé nyilvánította.

## Építészeti jellemzői
A piactér házai eredetileg fából épültek, de a 15. századra a gótikus stílusú téglaépületek kerültek túlsúlyba. Magát a téren bódék és árusok sorakoztak, de legalább 1429-től itt állt a régi városháza. A mai Dekerta oldalon állt egy oszlop, a 16. századtól pedig egy kút.
Az 1607-es tűzvész után a piacteret újjáépítették, és az 1944-es pusztulásig gyakorlatilag változatlan maradt. 1817-ben a régi városházát lebontották, és az óváros a városi szegények enklávéjává vált. 1949 és 1953 között az épületeket a második világháború előtti állapotukban építették újjá. Ezzel egyidejűleg a házakat olyan kényelmi berendezésekkel (pl. szaniterekkel) látták el, amelyek a háború előtti bérházakból hiányoztak. Mindegyiküket kerámia tetővel fedték be, ami a háború előtt nem volt szokásos. Néhány lakást összeépítettek, mert túl kicsik voltak. A bérházak újjáépítéséhez felhasználták az eredetileg megmaradt kaputöredékeket (21. és 31. számú ház), gótikus fülkéket (31. és 40.) és polikrómiákat (20. és 40.).
1784-ig a bérházakra csak a tulajdonosok nevéből vagy vezetéknevéből képzett nevek utaltak, különösen azokéból, akik az épületet építették vagy átépítették, esetleg a kereskedők jelvényeiből vagy a homlokzat díszítéséből alakították ki a helyi elnevezést.
A Varsói Múzeum által a Dekerta felőli oldalon elfoglalt bérházak 2016-ban befejezett felújítása során a bérházak homlokzatainak színeit megváltoztatták, megfordítva az 1970-es és 1980-as évek felújításainak eredményeit, és visszaállítva a történelmi bérházak eredeti színeit az 1950-es évekbeli újjáépítésük idejéből származóra.

### Zakrzewski oldal

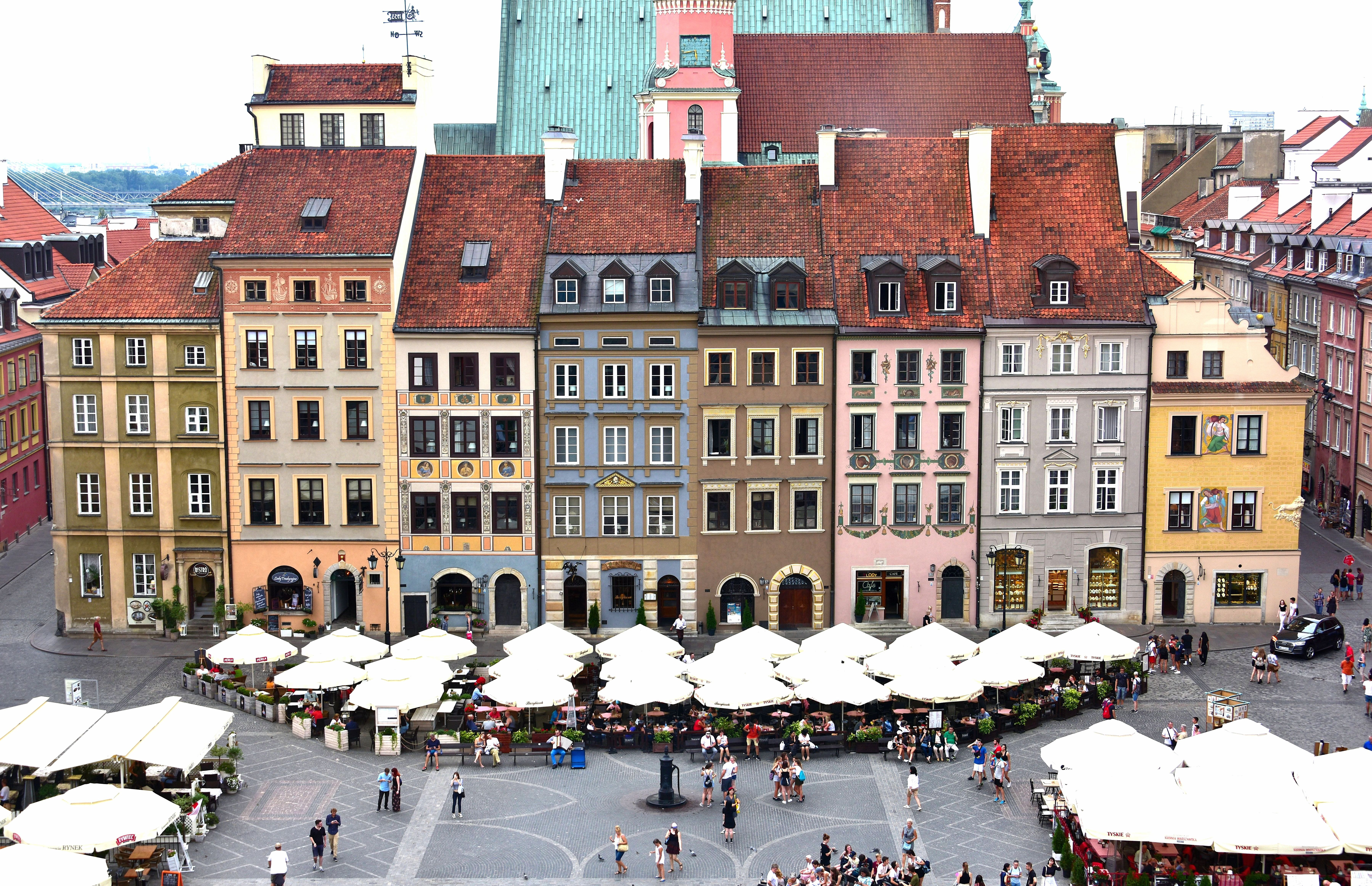
A Zakrzewski oldal, háttérben a templomokkal

A korábban Vároldalnak vagy Negyedik oldalnak nevezett oldal. A tér déli homlokzata, a királyi palotával és a Szent János-főszékesegyházzal szemben, a Celna és Zapieck között. A piac ezen oldalán álló polgári házak közé tartozik a Jezuicka utcai sarokház is. A 18. században végrehajtott változtatások után a rendőrség páratlan számú házai a Visztula felőli oldalon 1-től 13-ig, a folyamatos jelzálogjogúak 35-től (Walbachowska bérház) 41-ig lettek számozva.
- Jezuicka utca 1/3. sarokbérház: Zygmuntowska, Gizińska, Domus Professa.
- 1. számú bérház: Walbachowska (Gizińska)
- 3. számú bérház: Juchtowska („A borbély alatt”)
- 5. számú bérlemény: Jeleniowska („A baziliszkusz alatt”)
- 7. számú bérház: Złocista
- 9. számú bérház: Długoszowa („Hermanowski-ház”, „Mysliwski-ház”)
- 11. számú bérház: Majeranowska
- 13. számú bérház: Erlerowska („Az oroszlán alatt”)

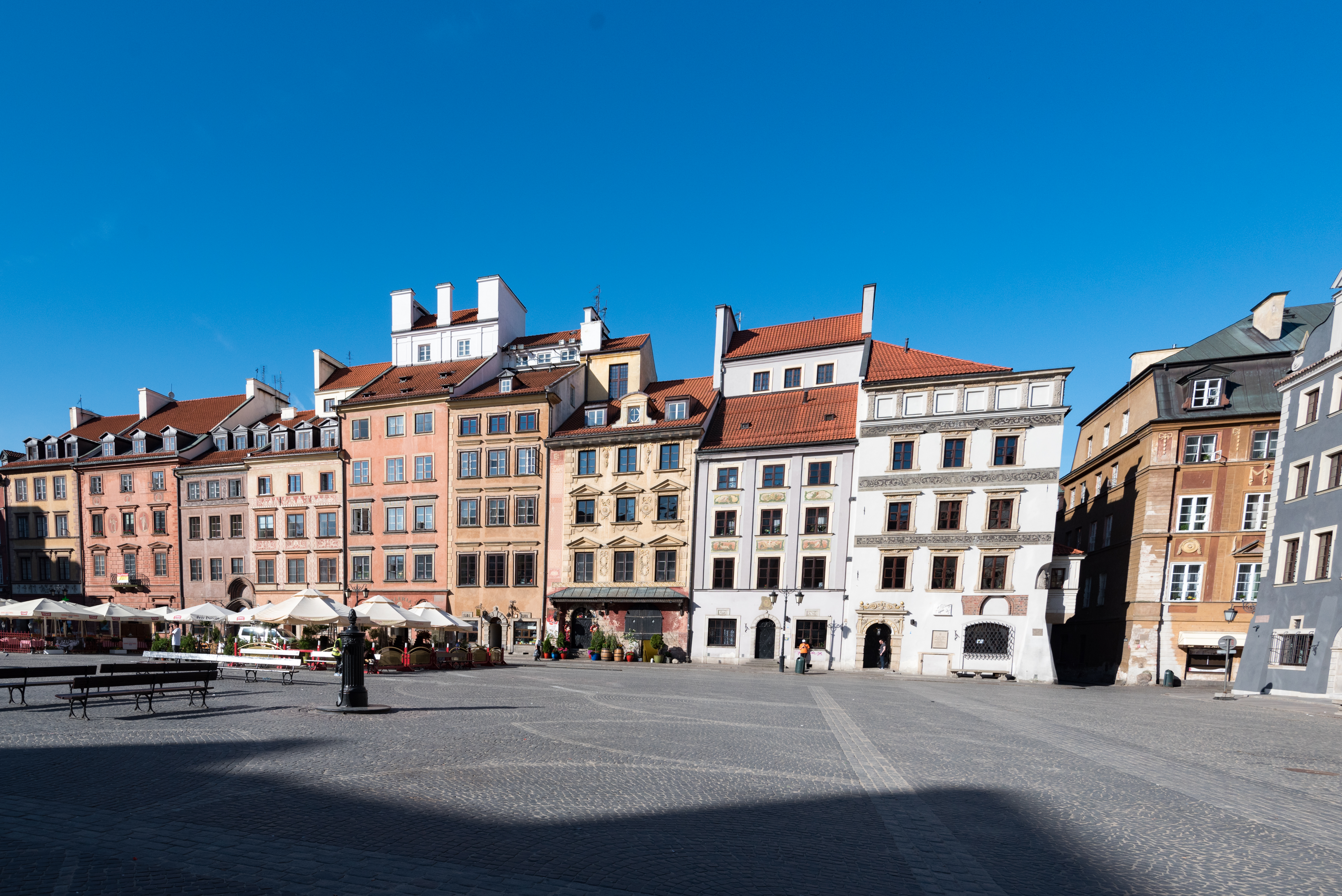
A Kołłątaj oldal

### Kołłątaj oldal
A korábban Baloldalnak nevezett oldal. A tér nyugati homlokzata, a Zapieck és a Wąskim Dunajem között. Páratlan házszámozás 15-től 31-ig az Újváros felé, folyamatos jelzálogszámozás 42-től (Wójtowska) 48-ig:
- 15. számú bérház: Kranichowska
- 17. számú bérház: Markiewiczowska (Drewnów)
- 19. számú bérház: Wójtowska
- 21. számú bérház: Wilczkowska (Friczowska, Delpaczowska)
- 21a. számú bérház: Kuznikowska
- 23. számú bérház: Urbanowska (Anszultowska)
- 25. számú bérház: Rolińska
- 27. számú bérház: Fukierowska
- 29. számú bérház: Gizinska (Sakresowska)
- 31. számú bérház: „Pod świętą Anną” (Mincerowska; tévesen a mazóviai hercegek bérleményének is nevezik[16]).

### Dekert oldal

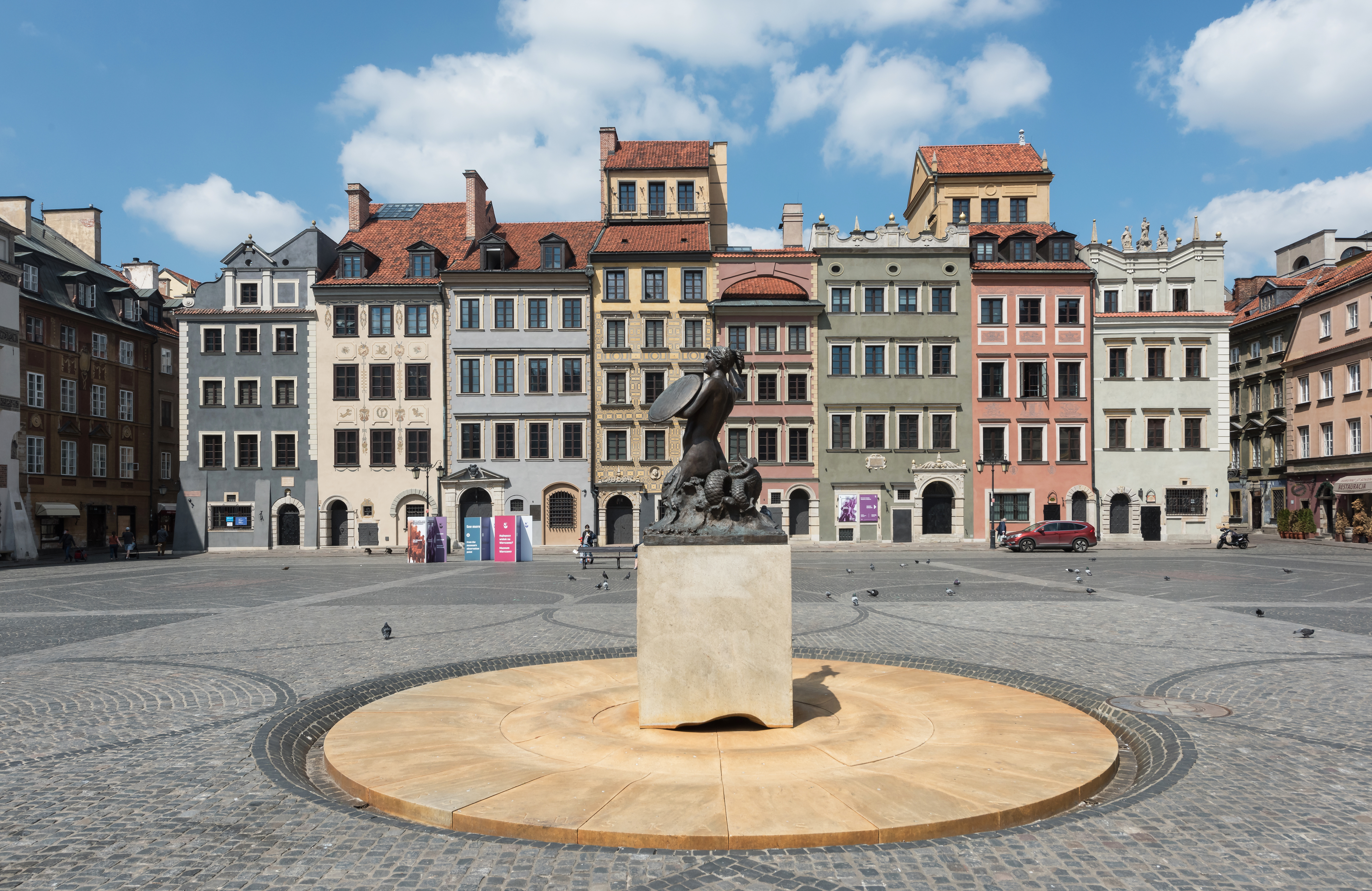
A Dekert oldal és a Sellő szobra

A korábban Városi oldalnak nevezett oldal. A tér északi homlokzata, a Nowe Miasto, a Kamiennymi Schodkami és a Wąskim Dunajem között terül el. Páros házszámozás 42-től 28-ig, jelzálogszámozás 49-től 56-ig:
- 42. számú bérház: Montelupich (Filipowska)
- 40. számú bérház: Klemensowska (Gagatkiewicza, Teofolowska, Sobolowska, Majnowska).
- 38. számú bérház: Kurowskiego (Rongiuszowska, Talentowska)
- 36. számú bérház: „Pod Murzynkiem” (Cukiernikowska, Imlandowska)
- 34. számú bérház: Kleinpoldowska (Klekotowska, Szlichtyngowska)
- 32. számú bérház: Baryczkowska
- 30. számú bérház: Kazubowska
- 28. számú bérház: Falkiewiczowska

### Barss oldal

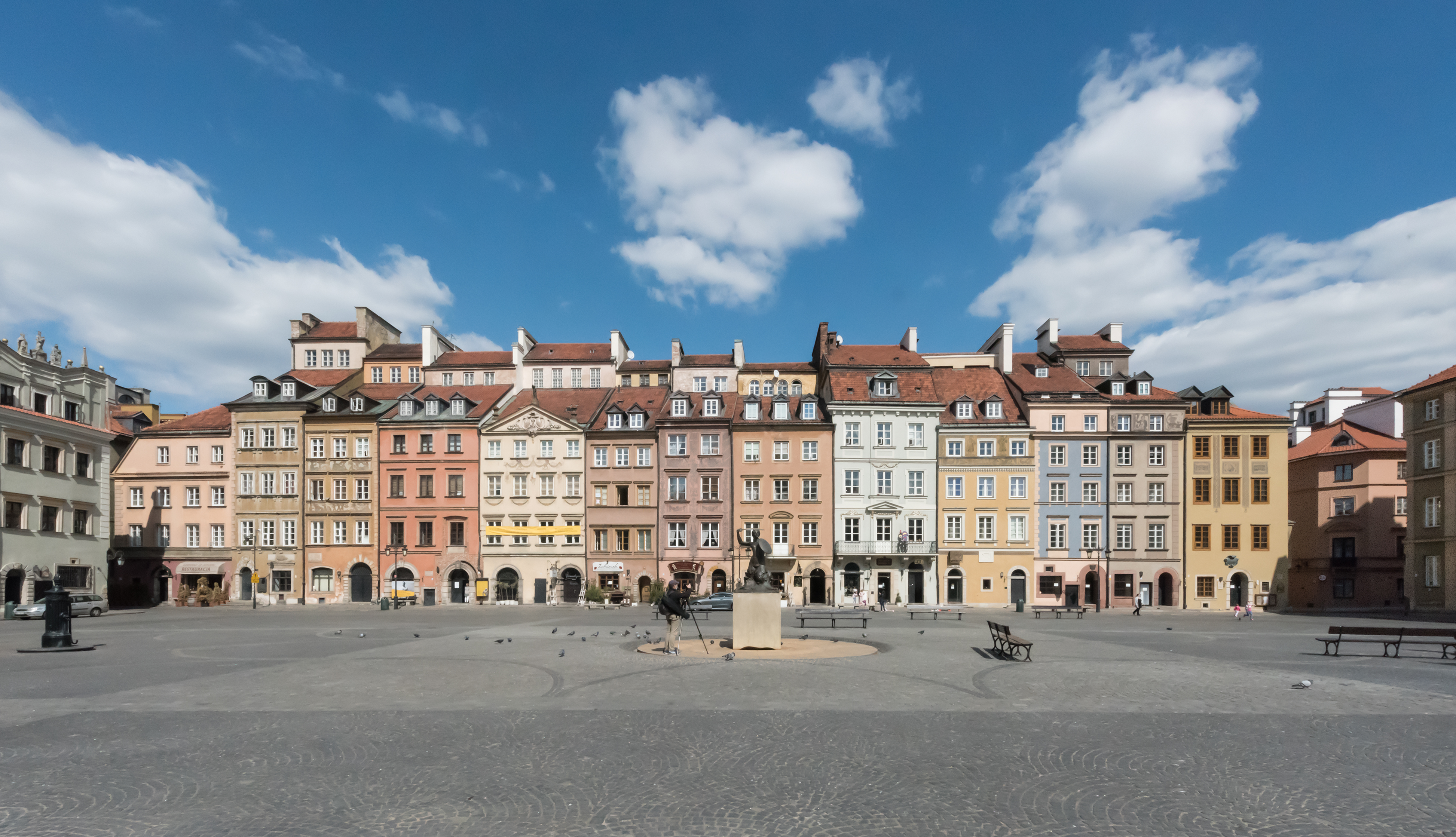
A Barss oldal

Az eredetileg Keleti vagy Jobboldalnak nevezett oldal. A keleti homlokzat, a Visztula felőli oldal, a Kamiennymi Schodkami és Celną között terül el. A házszámozás egyenletes 26-tól 2-ig Celna felé, a jelzálog folyamatos 57-től (Orlovska és Walterowska) 67-ig (Martensowa):
- 26. számú bérház: Preysowska
- 24. számú bérház: Busserowska
- 22. számú bérház: Pod Fortuną („Fortuna alatt”)
- 20. számú bérház: Balcerowska (Winklerowska)
- 18. számú bérház: Orlemusowska
- 16. számú bérház: Kociszewskik
- 14. számú bérház: Kupczewiców (Kupczewiczów, Kupcewiczów, Łyszkiewicza)
- 12. számú bérház: Czerskich
- 10. számú bérház: Properowska (Troperowska)
- 8. számú bérház: Szymonowicza (Szymonowicza)
- 6. számú bérház: Gizińska (Martensowa, Wachnicowska)
- 4. számú bérház: Strubiczowska (Harniszewska, Koślińska)
- 2. számú bérház: Bornbachowska (Burbachowska, Winklerowska)

## Galéria

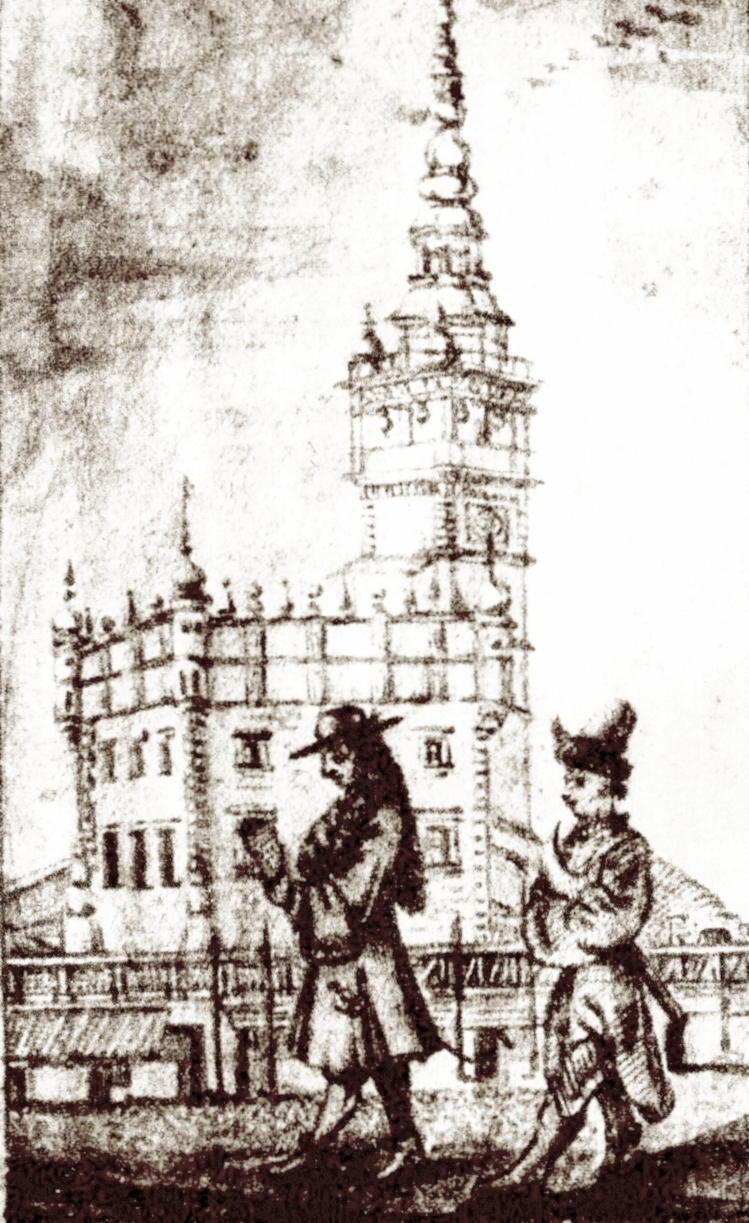
A később lebontott városháza 1701-ben
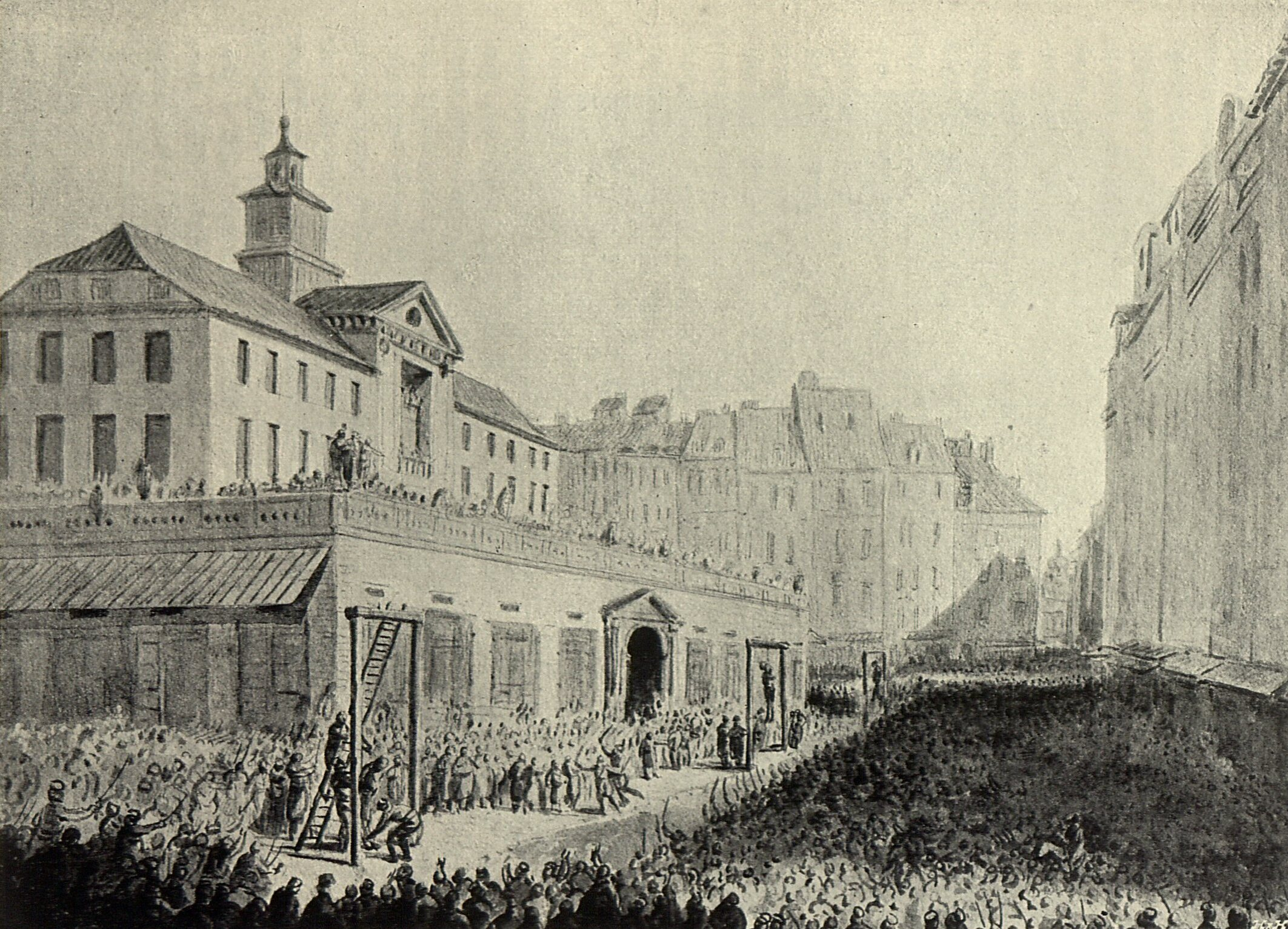
A Targowicai Konföderáció vezetőinek felakasztása 1794. május 9-én
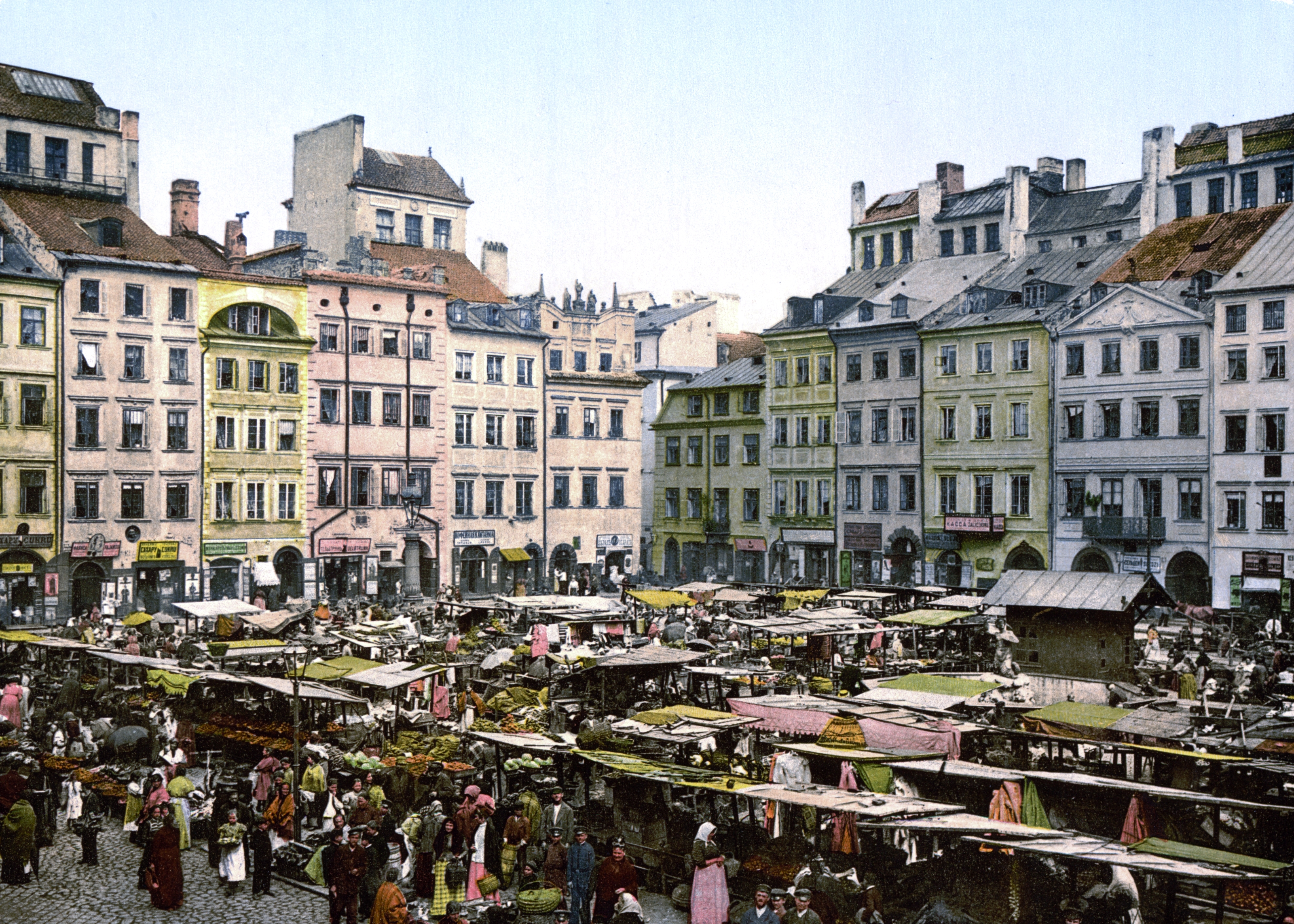
A piac a 20. század legelején
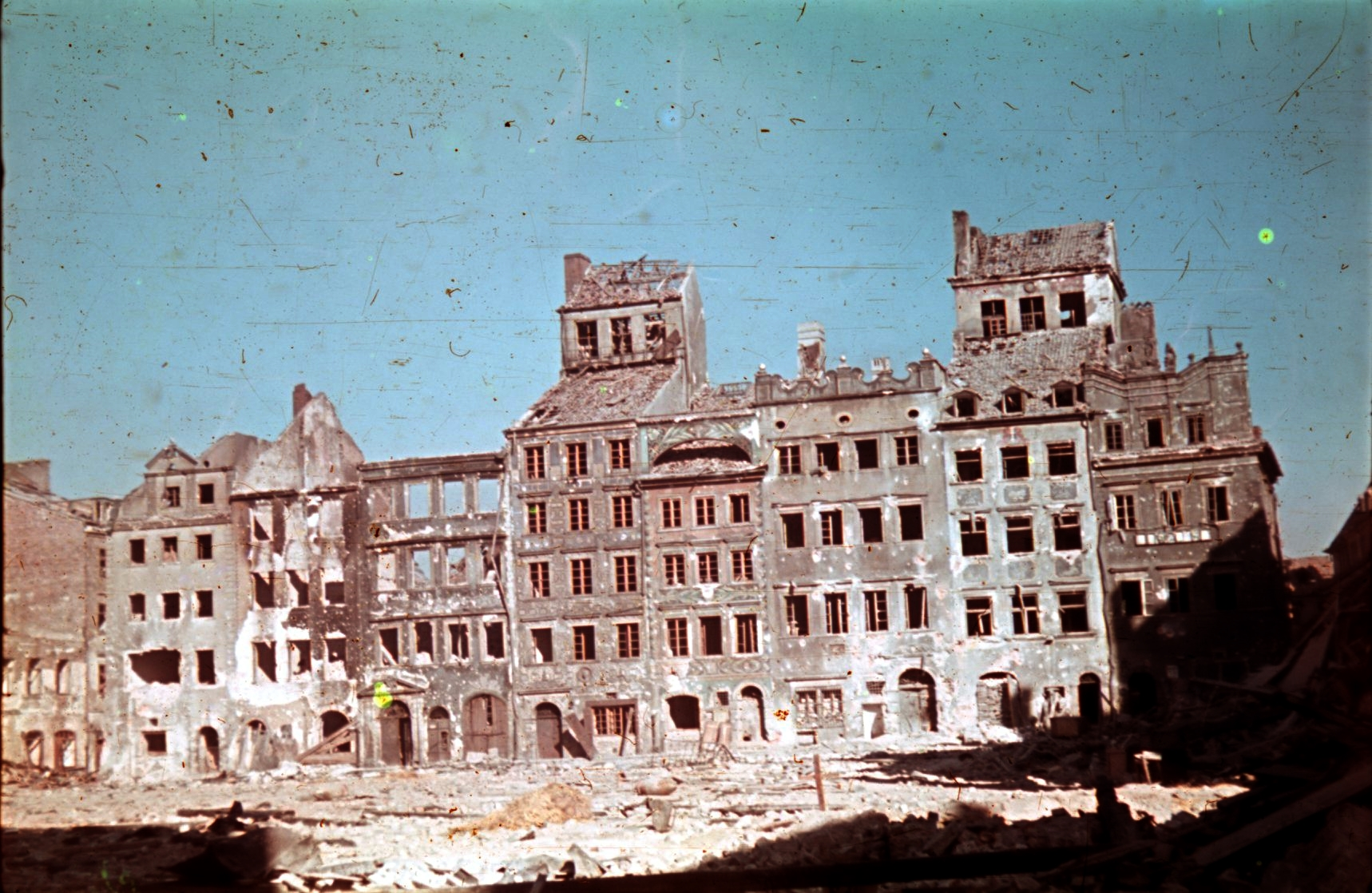
1944-ben a varsói felkelés idején
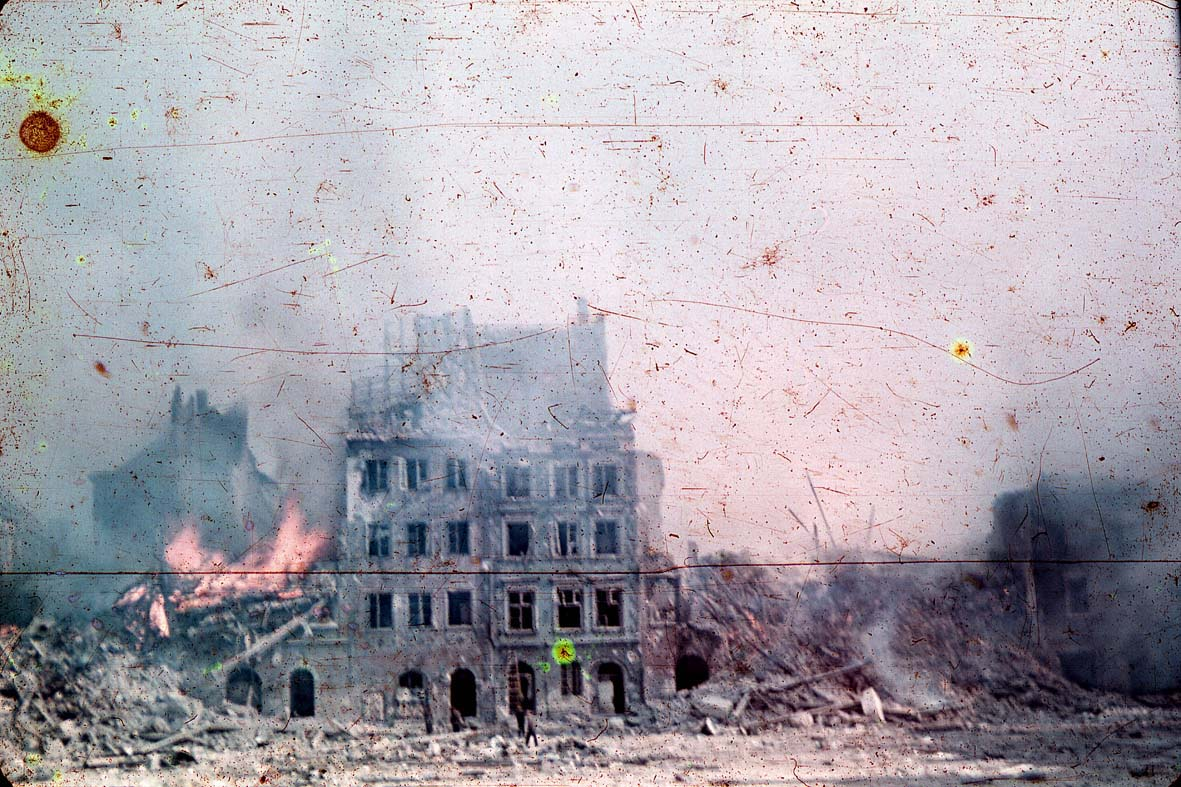
A lángoló bérházak 1944-ben
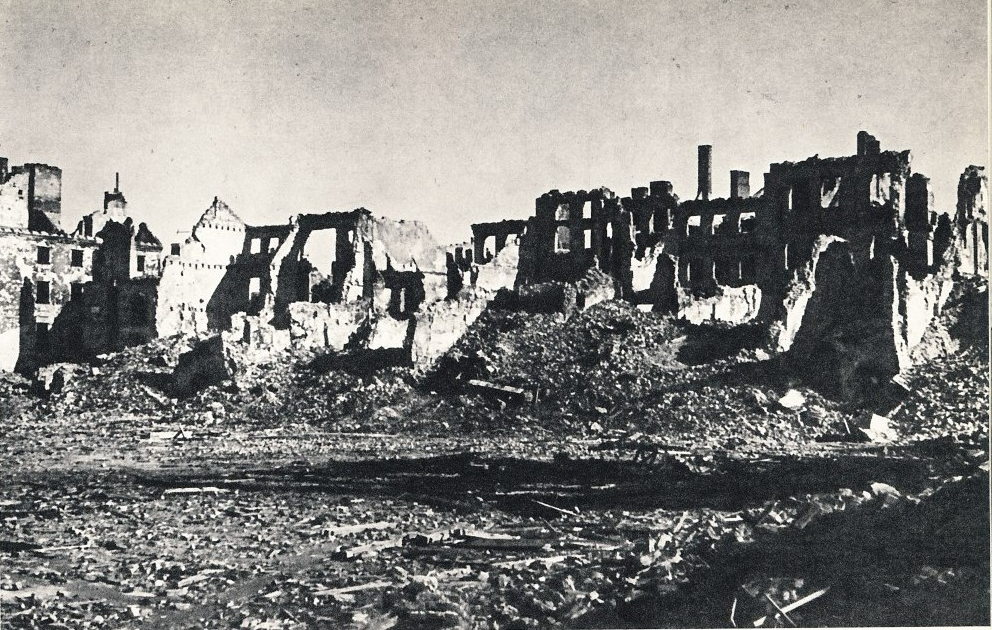
A Barss oldal maradványai 1945-ben
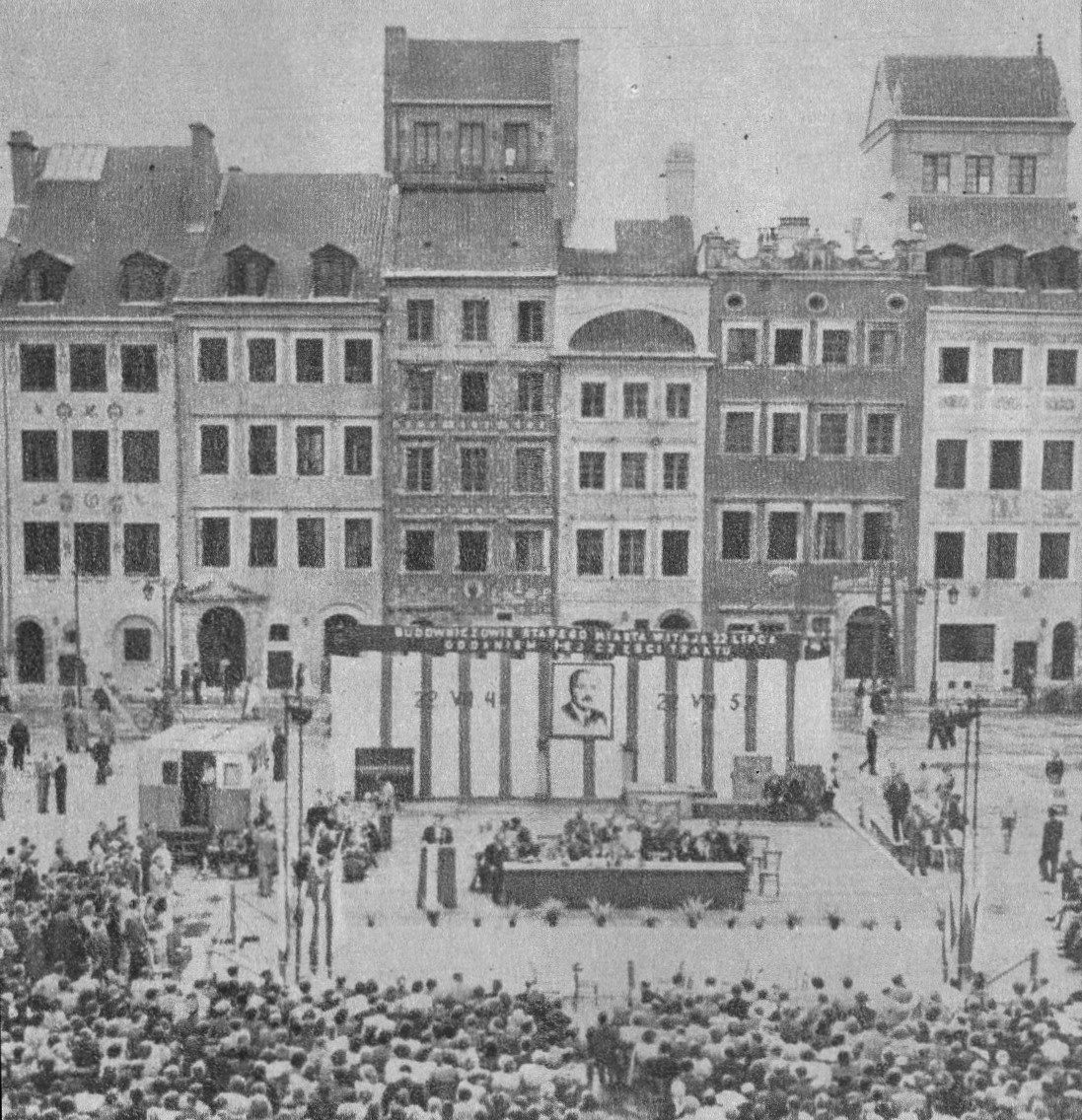
Az újjáépített óváros ünnepélyes átadása, 1953. július 22.
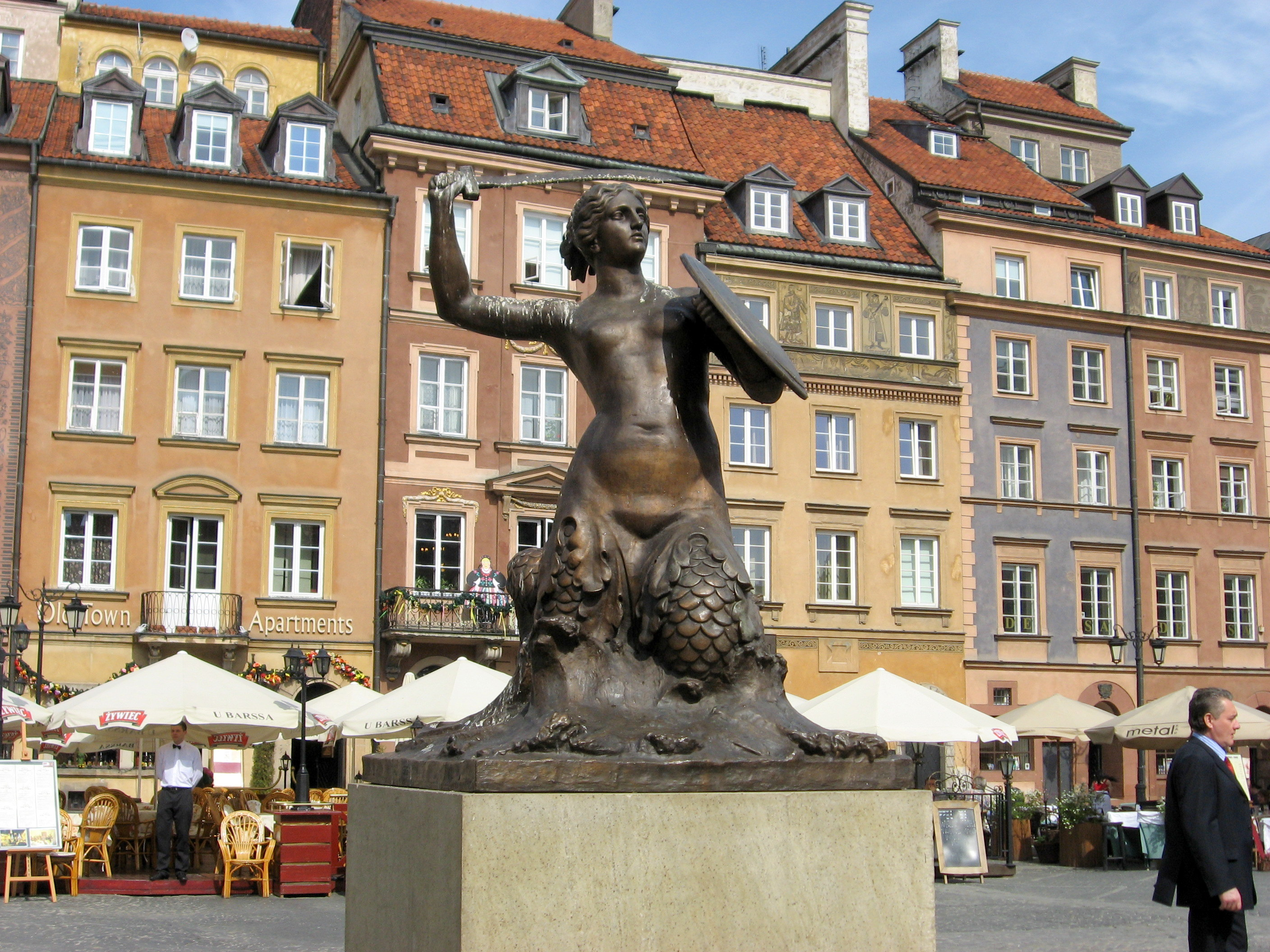
A Varsó címerében szereplő Syrenka bronzszobra a téren

## Fordítás
- Ez a szócikk részben vagy egészben  a   Rynek Starego Miasta w Warszawie című lengyel Wikipédia-szócikk ezen változatának fordításán alapul.  Az eredeti cikk szerkesztőit annak laptörténete sorolja fel. Ez a jelzés csupán a megfogalmazás eredetét és a szerzői jogokat jelzi, nem szolgál a cikkben szereplő információk forrásmegjelöléseként.
- Ez a szócikk részben vagy egészben  az   Old Town Market Place, Warsaw című angol Wikipédia-szócikk ezen változatának fordításán alapul.  Az eredeti cikk szerkesztőit annak laptörténete sorolja fel. Ez a jelzés csupán a megfogalmazás eredetét és a szerzői jogokat jelzi, nem szolgál a cikkben szereplő információk forrásmegjelöléseként.